# دیوید شارپ (دوچرخه‌سوار)
دیوید شارپ (انگلیسی: David Sharp؛ زادهٔ ۱۶ ژوئیهٔ ۱۹۴۱) دوچرخه‌سوار اهل ایالات متحده آمریکا است. وی در بازی‌های المپیک تابستانی ۱۹۶۰ شرکت کرده است.